# Nowy Kadłubek
Nowy Kadłubek (prononciation : [ˈnɔvɨ kadˈwubɛk]) est un village polonais de la gmina de Stara Błotnica dans le powiat de Białobrzegi de la voïvodie de Mazovie dans le centre-est de la Pologne.
Le village possède approximativement une population de 116 habitants en 2009.

## Histoire
De 1975 à 1998, le village appartenait administrativement à la voïvodie de Radom.